# Bonifatius III.
Bonifatius III. (* in Rom; † 12. November 607) war Papst vom 19. Februar 607 bis zu seinem Tod.

## Leben

### Vor dem Pontifikat
Bonifatius war Diakon und Gesandter des Papstes am Hof von Konstantinopel, bevor er zum Papst gewählt wurde. 
Als Abgesandter Gregors I. trat er energisch dafür ein, dass Kaiser Phokas dem Patriarchen von Konstantinopel, Kyriakos, den Titel des ökumenischen Patriarchen absprach, den ihm die Synode von Konstantinopel verliehen hatte.

### Pontifikat
Bonifatius legte auch fest, dass kein Mensch über einen Nachfolger eines Papstes reden darf, solange der Papst noch lebt. Zuwiderhandlung sollte mit der Exkommunikation geahndet werden. Außerdem darf kein neuer Papst gewählt werden, bevor der alte Papst nicht bereits drei Tage tot ist.